# Resolutie 1910 Veiligheidsraad Verenigde Naties
Resolutie 1910 van de Veiligheidsraad van de Verenigde Naties werd op 28 januari 2010 unaniem aangenomen door de VN-Veiligheidsraad. Deze resolutie stond de Afrikaanse Unie toe om haar vredesmissie AMISOM in Somalië wederom met een jaar te verlengen.

## Achtergrond
In 1960 werden de voormalige kolonies Brits Somaliland en Italiaans Somaliland onafhankelijk en samengevoegd tot Somalië. In 1969 greep het leger de macht en werd Somalië een socialistisch-islamitisch land. In de jaren 1980 leidde het verzet tegen het totalitair geworden regime tot een burgeroorlog en in 1991 viel het centrale regime. Vanaf dan beheersten verschillende groeperingen elke een deel van het land en enkele delen scheurden zich ook af van Somalië. Toen milities van de Unie van Islamitische Rechtbanken de hoofdstad Mogadishu veroverden greep buurland Ethiopië in en heroverde de stad. In 2008 werd piraterij voor de kust van Somalië een groot probleem.

## Inhoud

### Waarnemingen
De Veiligheidsraad steunde het Djibouti-vredesproces, waarmee een duurzame politieke oplossing voor Somalië werd nagestreefd. De Afrikaanse Unie droeg met haar vredestroepen bij aan permanente vrede en stabiliteit in dat land. De AU had die missie op 18 januari met twaalf maanden verlengd.
Het was van groot belang dat de Somalische veiligheidsdiensten opnieuw werden opgericht, uitgerust en opgeleid. Men was bezorgd over de doorlopende gevechten in het land en bevestigde opnieuw de steun voor de Federale Overgangsregering. Ook veroordeelde de Veiligheidsraad terreuraanslagen op die overheid, AMISOM en de bevolking.
Men was ook erg bezorgd om de humanitaire situatie en veroordeelde het hinderen van humanitaire hulp door gewapende groepen. Ook werden de herhaaldelijke aanvallen op hulpverleners betreurd en werd aan het geweld tegen hen en de bevolking sterk veroordeeld. Voort was er bezorgdheid over de sterk gedaalde hulpfondsen voor Somalië.

### Handelingen
De Veiligheidsraad autoriseerde de lidstaten van de Afrikaanse Unie om hun AMISOM-missie tot 31 januari 2011 te handhaven. De AU werd gevraagd de missie uit te breiden tot de gemandateerde 8000 troepen. De secretaris-generaal werd gevraagd de missie logistiek te blijven steunen met materieel en diensten. AMISOM moest deze ondersteuning op een transparante en effectieve manier inzetten.
Men was nog steeds van plan een VN-vredesmissie op te richten. Daarvoor moest echter aan enkele door de secretaris-generaal vooropgestelde voorwaarden worden voldaan. Op lange termijn lag de verantwoordelijkheid voor de veiligheid in Somalië echter bij de overgangsregering en het nationale leger en -politie van het land.
De partijen in Somalië werden nogmaals opgeroepen het Djibouti-akkoord te steunen en een einde te stellen aan het geweld.

## Verwante resoluties
- Resolutie 1872 Veiligheidsraad Verenigde Naties (2009)
- Resolutie 1897 Veiligheidsraad Verenigde Naties (2009)
- Resolutie 1918 Veiligheidsraad Verenigde Naties
- Resolutie 1950 Veiligheidsraad Verenigde Naties

Lijst ·  1908 ·  1909 ·  1910 ·  1911 ·  1912 ·  1913 ·  1914 ·  1915 ·  1916 ·  1917 ·  1918 ·  1919 ·  1920 ·  1921 ·  1922 ·  1923 ·  1924 ·  1925 ·  1926 ·  1927 ·  1928 ·  1929 ·  1930 ·  1931 ·  1932 ·  1933 ·  1934 ·  1935 ·  1936 ·  1937 ·  1938 ·  1939 ·  1940 ·  1941 ·  1942 ·  1943 ·  1944 ·  1945 ·  1946 ·  1947 ·  1948 ·  1949 ·  1950 ·  1951 ·  1952 ·  1953 ·  1954 ·  1955 ·  1956 ·  1957 ·  1958 ·  1959 ·  1960 ·  1961 ·  1962 ·  1963 ·  1964 ·  1965 ·  1966